# Dansity Amsterdam
De Nederlandse stichting Dansity Amsterdam produceert dansvoorstellingen.
De stichting werd in 1990 opgericht door de choreograaf Pieter de Ruiter. Sinds 1998 maakt choreografe Eva Villanueva ook deel uit van de artistieke staf. De producties van Dansity zijn meestal ‘cross-over voorstellingen’ waarin naast dans ook andere disciplines als bijvoorbeeld theater, muziek of video een belangrijke rol spelen. Dansity Amsterdam is gevestigd in Amsterdam, speelt door heel Nederland en is regelmatig te zien op podia in het buitenland.

## Choreografieën(onder andere)
- 2009  Zucht in samenwerking met componist Harry de Wit en het Orgelpark Amsterdam
- 2007 Ragna in opdracht van het Scapino Ballet Rotterdam
- 2007 Decoyed in samenwerking met componist David Dramm en het Nederlands Vocaal Laboratorium o.l.v. Romain Bischoff
- 2006 Ballast  in samenwerking met regisseur/tekstschrijver Ko van den Bosch (Alex d'Electrique), componist Harry de Wit en acteur Jack Wouterse
- 2005 Blaffende Honden
- 2004 Echt? i.s.m regisseur/tekstschrijver Gerardjan Rijnders en acteurs Cas Enklaar en Els Ingeborg Smits
- 2002 Stop-Motion
- 2001 Deuce